# Portela (Monção)
Pour les articles homonymes, voir Portela.
Portela est une paroisse du Portugal située géographiquement à mi-distance d'Arcos de Valdevez et de Monção, au sud de Monção.
Le relief y est beaucoup plus montagneux, contrairement à la zone de Monção qui a un relief en plateau incliné, se jetant dans la rivière Minho.
La région est agricole et arboricole, les arbres sont plantés puis revendus à leur taille adulte, les plus répandus sont les sapins à grande épine ainsi que les eucalyptus.

## Religion et patrimoine
Le saint de la paroisse est saint Jean Baptiste (Saint João Baptista), il est célébré dans la paroisse le 24 juin en général, par une messe qui lui est dédiée, puis le soir un banquet est organisé.
Saint Antoine (Santo António) est fêté le 13 juin et saint Étienne (Santo Estêvão) le 26 décembre.
Dans cette paroisse on trouve des vestiges d'anciennes civilisations, dont un pont romain.